# Expertise- en InnovatieCentrum Binnenvaart

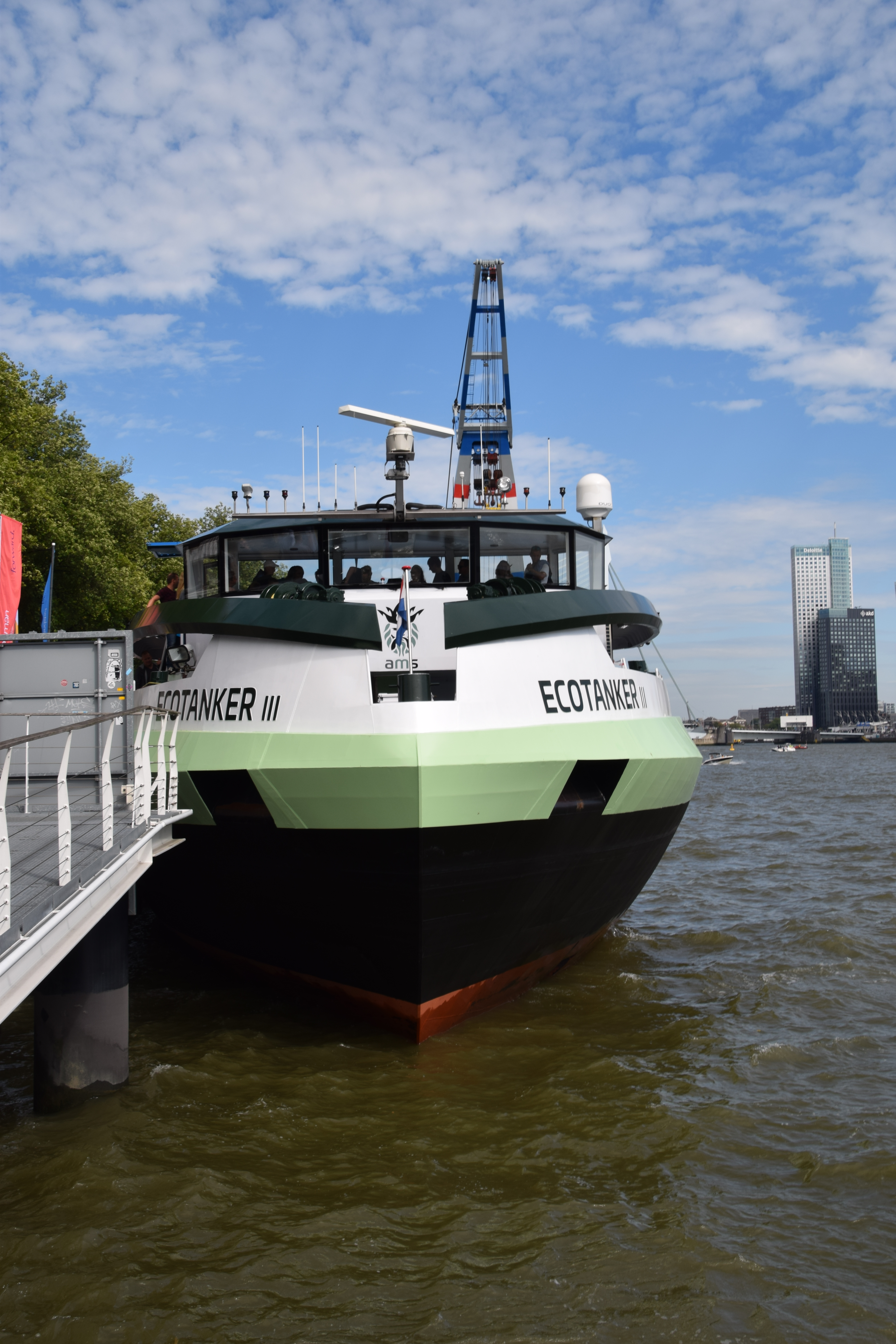
De ECOTANKER III bij de Wereldhavendagen 2018 in Rotterdam

Het Expertise- en InnovatieCentrum Binnenvaart (EICB) richt zich op de innovatie in de sector Binnenvaart. Het zet zich in om het transport per binnenvaartschip economisch aantrekkelijker te maken. Het heeft als opdracht per marktsegment te onderzoeken wat daarvoor de kansen en bedreigingen zijn en welke stappen moeten worden gezet. Bijvoorbeeld marktstimulering middels promotie, innovatie, vlootvernieuwing, versterking keten, beveiliging keten, ICT, wegwerken knelpunten in de fysieke, logistieke en kennisinfrastructuur (vaarwegen, kunstwerken, bedrijventerreinen, logistiek, kennisverhoging participanten middels bijeenkomsten en onderwijs).

## Geschiedenis
Het centrum is opgericht via het convenant van 14 november 2006 tussen het Ministerie van Verkeer en Waterstaat en Koninklijke Schuttevaer, Kantoor Binnenvaart, Centraal Bureau voor de Rijn- en Binnenvaart en de Vereniging van sleep- en duwbooteigenaren Rijn en IJssel. Het doel van dit convenant was te bevorderen dat de binnenvaartsector zijn potenties beter kon benutten en dat op een zo schoon, veilig en efficiënt mogelijke wijze. Daarbij werd afgesproken dat in de toekomst een voldoende aanbod van klasse II schepen gewaarborgd diende te zijn, waarvoor een door de branchepartijen uit te voeren onderzoek meer inzicht moest verschaffen in de aard van de problematiek van het teruglopende animo om met "kleine" schepen te varen.
Het convenant beschreef een "organisatie die een facilitaire en onderzoeksfunctie voor de gehele binnenvaartsector" zou gaan vervullen op het terrein van kennis en innovatie. Met een makel-schakelfunctie: het actief verbinden van wensen/ideeën van het bedrijfsleven en overheid aan de ene kant en de kennis van Kennisinstituten en onderwijsinstellingen aan de andere kant; het bemiddelen bij het vormen van allianties. Samen met het "Bureau innovatie binnenvaart: Bureau van branchepartijen, ressorterend onder de Stichting Projecten Binnenvaart, dat een loketfunctie vervult voor ondernemers en daarnaast vooral een communicatieve functie vervult over innovaties richting de branche."

## Praktijk
Inmiddels heeft het centrum kennis opgebouwd door jarenlange participatie in (internationale) onderzoeksprojecten. Maar ook door uitvoering die verleend is aan subsidieregelingen, waar projecten op basis van innovatieve waarde getoetst dienden te worden. In opdracht van (inter)nationale partijen levert EICB haalbaarheidsstudies. Voorbeelden zoals: 
- optimale spreiding van LNG-bunkerpunten,
- samen met TNO een onderzoek naar de mogelijkheden en knelpunten van de toepassing van biobrandstoffen, met name biodiesel blends, in de binnenvaart,
- de haalbaarheid van emissienormeringen,
- onderzoek om de haalbaarheid aan te tonen van de vessel train, ofwel ‘platooning’ op het water,
- actualisatie van kosten-batenanalyses betreffende verschillende vergroeningstechnieken,
- de ontwikkeling van het binnenvaart labelsysteem.

Zo organiseerde het EICB indertijd een themamiddag over Bewust Vergroenen in de Binnenvaart
Bij het centrum kan via E-learning een cursus VoortVarend Besparen worden gevolgd, een programma dat binnenvaartschippers en rederijen stimuleert tot efficiënt vaargedrag.